# Rezerwat przyrody Mętne
Rezerwat przyrody Mętne – torfowiskowy rezerwat przyrody na obszarze gminy Czersk, w kompleksie leśnym Borów Tucholskich. Został utworzony w 1963 roku, zajmował wówczas powierzchnię 53,28 ha. W 2006 roku został powiększony do 103,35 ha.
Ochronie rezerwatu podlegają torfowiska wysokie i przejściowe, zarastające śródleśne jezioro Mętno i otaczające je połacie leśne z występującą tu brzozą niską objętą ścisłą ochroną gatunkową. Występuje tu ważka iglica mała – gatunek chroniony i uznany za silnie zagrożony w Polsce, a ponadto z ciekawszych gatunków: rosiczka okrągłolistna, bagno zwyczajne, turzyca bagienna, żmija zygzakowata, zaskroniec, padalec, żuraw.
Rezerwat jest położony na terenie Nadleśnictwa Czersk. Nadzór sprawuje Regionalny Konserwator Przyrody w Gdańsku. Na mocy obowiązującego planu ochrony ustanowionego w 2007 roku, obszar rezerwatu objęty jest ochroną czynną.
Rezerwat leży w granicach Chojnicko-Tucholskiego Obszaru Chronionego Krajobrazu oraz dwóch obszarów sieci Natura 2000: siedliskowego „Mętne” PLH220061 i ptasiego „Bory Tucholskie” PLB220009.
W pobliżu rezerwatu znajdują się wioski Ostrowy, Małe Wędoły oraz Duże Wędoły. Najbliższa większa miejscowość to Rytel.